# Dreyfus Söhne & Cie, Banquiers
Die Dreyfus Söhne & Cie AG, Banquiers (kurz Dreyfus Banquiers) mit Sitz in Basel ist eine Schweizer Privatbank. Ihre Kernaktivität umfasst die Vermögensverwaltung und das Private Banking.

## Geschichte

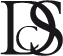
Historisches Logo

1812 erhielt der aus Sierentz (Elsass) stammende Isaac Dreyfus-Bernheim (1785–1845) die Aufenthalts- und Handelsbewilligung der Stadt Basel und gründete dort 1813 ein Handelshaus. 1823 liess er sich als Einzelfirma ins Basler Ragionenbuch eintragen. Für den Warenhandel und den Speditionsdienst arbeitete er mit Wechselkrediten und Kreditdiensten und handelte mit Schuldtiteln. Zum zweiten Standbein entwickelt sich das Bodenkreditgeschäft im Elsass (Frankreich). Zudem war er Delegierter der Schweiz in der Alliance Israélite Universelle und wohltätig aktiv.

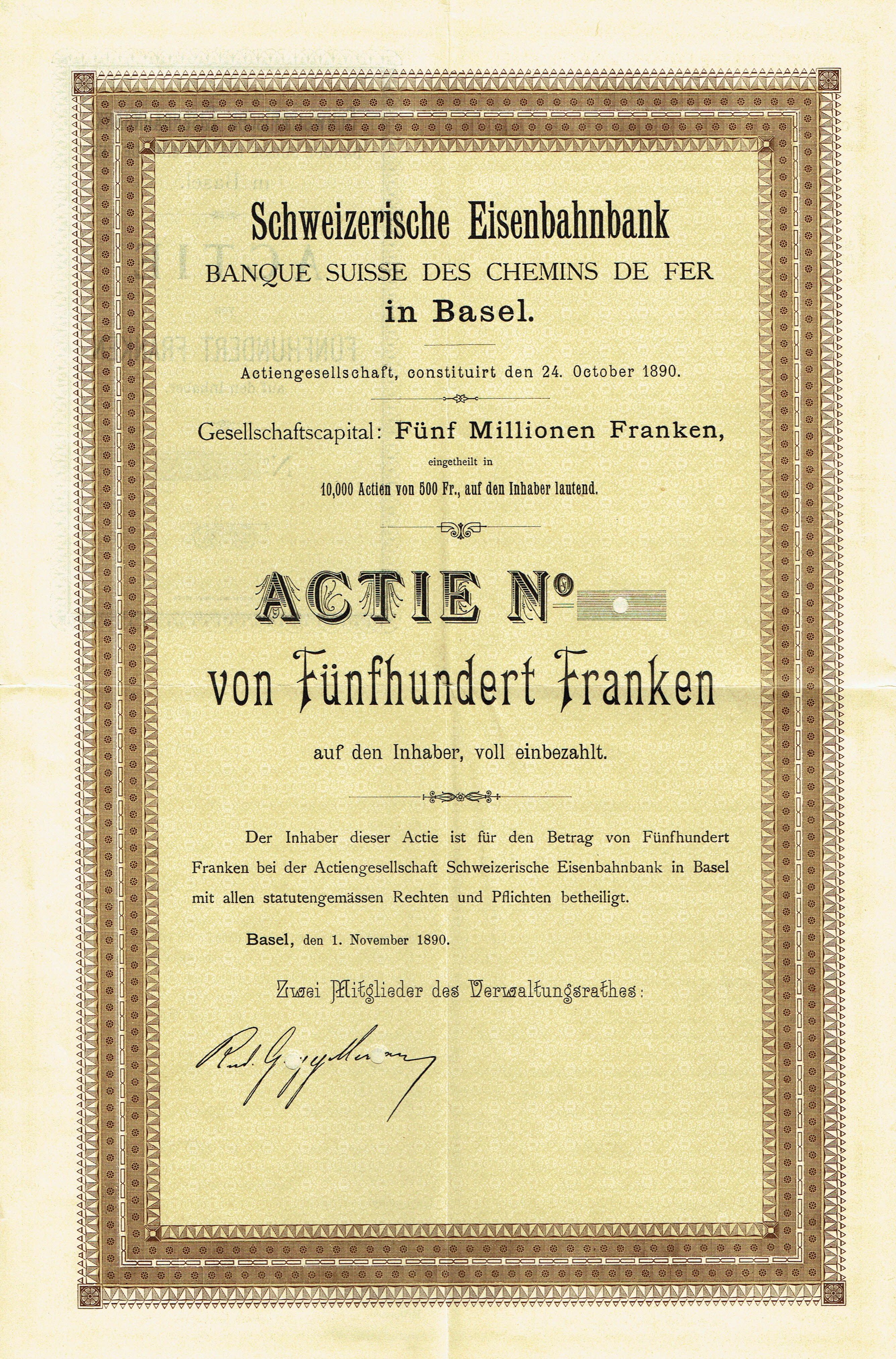
Aktie der Schweizerischen Eisenbahnbank vom 1. November 1890

Unter seinen Söhnen Samuel Dreyfus-Neumann (1820–1905), Leopold Dreyfus-Hirsch (1818–85) und Jacques Dreyfus-Jeidels (1826–1890) wurde die 1849 in Isaac Dreyfus Söhne umbenannte Firma zu einer der führenden Basler Privatbanken. Sie führten zudem den Immobilienhandel und das damit verbundene Hypothekargeschäft weiter. Nach Vorbild anderer Basler Kaufleute und Industrieunternehmer investierten sie 1853 in den Aufbau einer eigenen Seidenbandfabrik. Samuel Dreyfus-Neumann war – wie später auch sein Sohn Jules Dreyfus-Brodski (1859–1942) – Präsident der Israelitischen Gemeinde Basel (1863–96).
Jacques Dreyfus-Jeidels (der jüngste der drei Söhne von Isaac Dreyfus-Bernheim) gründete 1868 die Bank J. Dreyfus & Co. in Frankfurt am Main und Berlin, die zu den führenden Privatbanken Deutschlands gehörte und Ende 1939 Opfer zwangsweiser Arisierungen wurde.
In der vierten Generation folgte Paul Dreyfus-de Gunzburg (1895–1967), Sohn des Jules. Unter ihm wurde 1942 das in Form einer Kommanditgesellschaft organisierte Institut in eine Aktiengesellschaft umgewandelt. Während der Zeit der nationalsozialistischen Herrschaft in Deutschland setzte er sich zusammen mit seiner Frau Vera Dreyfus-de Gunzburg zugunsten von jüdischen Flüchtlingen ein.
Neben der Vermögensverwaltung für Privatkunden aus dem In- und Ausland war die Bank in der Schweiz und vor allem in Basel am Aufbau bedeutender Firmen beteiligt, so zum Beispiel des Basler Bankvereins (später Schweizerischer Bankverein), einem Vorgängerinstitut der UBS, und der Schweizerischen Eisenbahnbank.

## Dreyfus Söhne & Cie AG, Banquiers heute
1996 wurde das Familienunternehmen in Dreyfus Söhne & Cie AG, Banquiers (kurz: Dreyfus Banquiers) umbenannt. Das Aktienkapital des heute in sechster Generation geführten Bankhauses befindet sich vollständig im Besitz der Nachfahren von Isaac Dreyfus-Bernheim. Seit bald 100 Jahren widmet sich Dreyfus Banquiers in erster Linie dem klassischen Privatbankengeschäft, der individuellen und umfassenden Betreuung der ihm anvertrauten Vermögen. Neben seinem Geschäftssitz in Basel (Aeschenvorstadt 16) unterhält das Unternehmen Büros in Lausanne (seit 2011), Delsberg (2012), Zürich (2013), Lugano (2013) sowie ein representative office in Tel Aviv (2013). Ende 2024 betreute Dreyfus Banquiers 21,8 Milliarden Schweizer Franken Kundenvermögen.

## Kennzahlen per 31. Dezember 2024
- Gewinn: 40,4 Millionen Schweizer Franken
- Ungewichtete Eigenmittelquote LERA: 28,9 %
- Harte Kernkapitalquote CET1: 28,5 %
- Liquiditätsquote LCR im 4. Quartal 2024: 260 %
- Cost-Incom-Ratio: 64,7 %